# Crepidium orbiculare
Crepidium orbiculare är en orkidéart som först beskrevs av William Wright Smith och John Frederick Jeffrey, och fick sitt nu gällande namn av Gunnar Seidenfaden. Crepidium orbiculare ingår i släktet Crepidium, och familjen orkidéer. Inga underarter finns listade i Catalogue of Life.